# Kleiner Jockey ganz groß
Kleiner Jockey ganz groß (Originaltitel: The Rainbow Jacket) ist ein britisches Filmdrama aus dem Milieu des Pferderennsports mit kriminalistischen Anklängen aus dem Jahr 1954 von Basil Dearden. Das Drehbuch wurde von T. E. B. Clarke verfasst. Die Hauptrollen sind mit Fella Edmonds, Bill Owen, Kay Walsh und Robert Morley besetzt. Zum ersten Mal ins Kino kam der Film am 27. Mai 1954 in Großbritannien. In der Bundesrepublik Deutschland hatte er seine Premiere am 5. November 1967 im Programm des Zweiten Deutschen Fernsehens (ZDF).

## Handlung
Vor fünf Jahren hat man Sam Lilley gesperrt, weil er in Ascot sein Pferd beim Rennen zurückhielt. Doch ein echter Jockey ist nicht vom Rennplatz zu vertreiben. So kommt es, dass Sam eines Tages dem kleinen Georgie Crain begegnet, der ein ebensolcher Pferdenarr ist wie er selbst. Georgies sehnlichster Wunsch ist, reiten zu lernen und ein Jockey zu werden. Sam sorgt dafür, dass dieser Wunsch in Erfüllung geht; er bringt es sogar fertig, dass Georgie in Lord Logans Rennstall Aufnahme findet und schon bald an Wettbewerben teilnehmen darf. Ein Naturtalent wie Georgie setzt sich rasch durch; doch gerade für die erfolgreichen Reiter kommt im Pferderennsport der Augenblick der Versuchung. Dieselben Gangster, die einst Sam Lilleys Karriere zerstörten, wollen sich nun auch an Georgie hängen, und Sam, der die Mutter seines Schützlings in einer fatalen Lage weiß – sie hat mit dem Geld ihres Brotgebers gewettet und verloren – unterstützt die Spitzbuben auch noch. Dennoch kommt alles zum guten Ende, weil Sam beim großen St.-Leger-Rennen in Doncaster seine neubegonnene Laufbahn aufs Spiel setzt, um seinem jungen Freund aus der Klemme zu helfen.

## Kritiken
Der Evangelische Film-Beobachter gelangt zu einem lobenden Urteil: „Die ausgesprochen dichte Zeichnung des Milieus empfiehlt den Streifen, der auch eine kriminalistische Nebenhandlung hat, für Sport- und Pferdefreunde von 14 Jahren an.“ Zu einer ähnlichen Einschätzung kommt der katholische Filmdienst: „Sympathischer, konventionell fotografierter Film im Milieu der Pferderennbahnen, der trotz eines berechenbaren Endes weitgehend respektable Unterhaltung bietet. - Ab 12.“